# Biljana Srbljanović

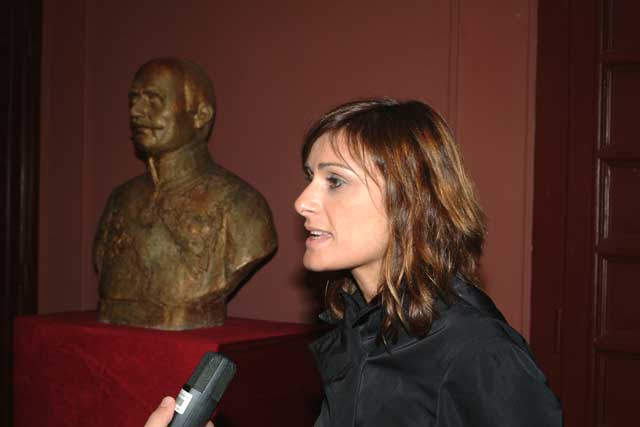
Biljana Srbljanović

Biljana Srbljanović (Биљана Србљановић; * 15. Oktober 1970 in Stockholm, Schweden) ist eine serbische Dramatikerin.

## Leben
Srbljanović ist eine der meistgefeierten serbischen Dramatikerinnen der letzten Jahre. Als Kind von Diplomaten wurde sie in Stockholm geboren und diplomierte später an der Fakultät für Drama und Kunst an der Universität Belgrad. Sie hat mehrere Theaterstücke und einige Drehbücher für die serbische Sitcom-Serie Offene Tür (Otvorena vrata) geschrieben.
International bekannt wurde sie durch ihr Belgrader Kriegstagebuch im Jahre 1999, das während des NATO-Krieges gegen Jugoslawien entstand und teilweise im Spiegel abgedruckt wurde. Ihre Stücke wurden in mehrere europäische Sprachen übersetzt und in mehreren Theaterhäusern, unter anderem in Deutschland, Österreich, Serbien, Montenegro, Polen, Rumänien, Slowenien, den USA, der Schweiz, den Niederlanden und Frankreich, aufgeführt. Sie erhielt mehrere Kulturpreise, unter anderem 1999 den Ernst-Toller-Preis. Eine Kritikerjury der Zeitschrift Theater heute kürte Srbljanovic im August 2006 für ihr Werk Heuschrecken (Skakavci) zu einer von drei „ausländischen Dramatikern des Jahres“.
Srbljanovic gilt als eine erbitterte Kritikerin des ehemaligen Staatspräsidenten Slobodan Milošević. 2001 wurde sie in Belgrad vom bosnisch-serbischen Regisseur Emir Kusturica wegen übler Nachrede verklagt, nachdem sie ihm vorgeworfen hatte, den Film Underground mit Hilfe des Milošević-Regimes gedreht und von seiner Nähe zur Milošević-Regierung profitiert zu haben. Im Mai 2006 beteiligte sie sich an der Kontroverse um die Absetzung von Peter Handkes Stück Das Spiel vom Fragen oder Die Reise ins sonore Land vom Spielprogramm der Pariser Comédie-Française. Sie wies darauf hin, dass Miloševićs Zensur weitaus schlimmer gewesen sei, als jene vermeintliche Zensur, die Handke in Frankreich widerfahren sei.
Sie ist eine Nichte Radovan Karadžićs, hat sich aber öffentlich von ihm distanziert. Sie ist mit Gabriel Keller, einem ehemaligen Botschafter Frankreichs in Serbien und Montenegro, verheiratet und lebt in Frankreich.
Im April 2008 wurde Srbljanović von der Liberaldemokratischen Partei Serbiens als Kandidatin für das Bürgermeisteramt Belgrads aufgestellt.
Biljana Srbljanović ist Unterzeichnerin der 2017 veröffentlichten Deklaration zur gemeinsamen Sprache der Kroaten, Serben, Bosniaken und Montenegriner.

## Werke
- Beogradska trilogija (Belgrader Trilogie) Aus dem Serbischen von Barbara Antkowiak, Verlag der Autoren, Frankfurt am Main 1999, ISBN 3-88661-218-X.
- Porodične priče (Familiengeschichten)
- Pad (Der Fall)
- Supermarket (Supermarkt)
- Amerika, drugi deo (Amerika, zweiter Teil)
- Skakavci (Heuschrecken)
- Princip (Dieses Grab ist mir zu klein)
- Barbelo – Von Hunden und Kindern
- Tierreich